# مزرعة جهانغير (ديكلة)
مزرعة جهانغیر (بالفارسية: مزرعه جهانگیر) هي منطقة سكنية تقع في إيران في قسم ديكلة الریفي. يقدر عدد سكانها بـ 39 نسمة .